# Ле-Барру
Ле-Барру́ (фр. Le Barroux) — коммуна во французском департаменте Воклюз региона Прованс — Альпы — Лазурный Берег. Относится к кантону Малосен. 

## Географическое положение

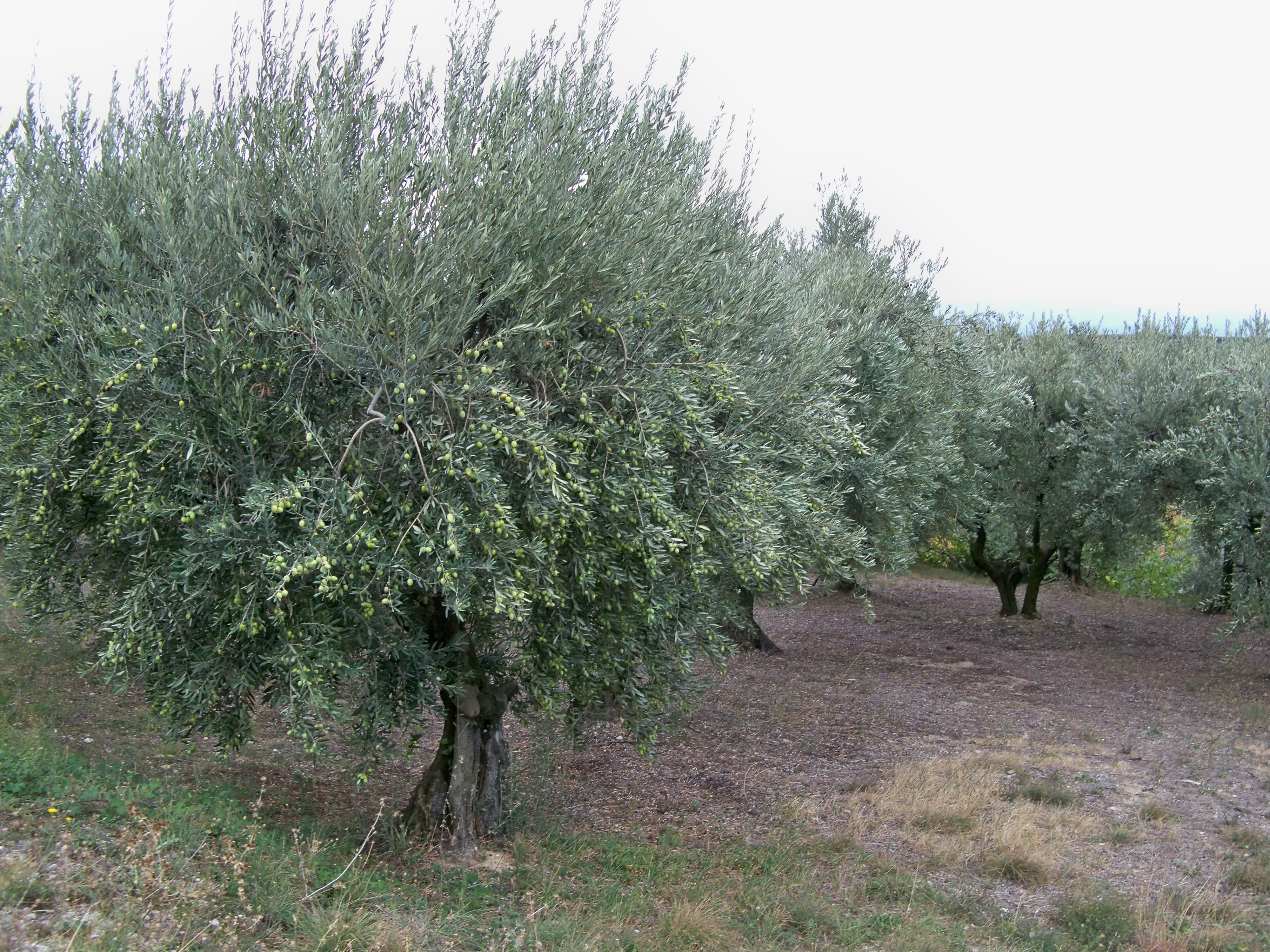
Оливковые сады в Ле-Барру.

Ле-Барру расположен в 31 км к северо-востоку от Авиньона. Соседние коммуны: Малосен на северо-востоке, Крийон-ле-Брав на юго-востоке, Каромб на юге, Сен-Ипполит-ле-Гравейрон на юго-западе, Ла-Рок-Альрик и Лафар на западе, Сюзетт на северо-западе.
Коммуна находится на склоне горной гряды Дантель-де-Монмирай.

### Гидрография
Коммуна стоит на Брегу притоке Меда.

## Достопримечательности
На территории коммуны находится бенедиктинское аббатство Сен-Мадлен.

## Демография
Население коммуны на 2010 год составляло 643 человека.
| 1962 | 1968 | 1975 | 1982 | 1990 | 1999 | 2010 |
| ---- | ---- | ---- | ---- | ---- | ---- | ---- |
| 362  | 369  | 348  | 437  | 499  | 566  | 643  |